# Kiotói jegyzőkönyv
A kiotói jegyzőkönyv az ENSZ 1992 májusában véglegesített szövegezésű, 1992 júniusában Rio de Janeiróban aláírt éghajlatváltozási keretegyezményének (UNFCCC) kiegészítő jegyzőkönyve (más néven protokollja), amelyet 1997. december 11-én az UNFCCC tagállamok harmadik konferenciáján, Kiotóban fogadtak el és nyitottak meg ratifikálásra. A Jegyzőkönyv 2005. február 16-án lépett hatályba az Amerikai Egyesült Államok és Ausztrália kivételével a világ összes jelentős országának (köztük a Magyar Köztársaság) támogatásával. 2007. december 3-án Ausztrália is ratifikálta a jegyzőkönyvet, így már csak az Egyesült Államok, illetve Kanada (kilépett) maradt ki az egyezményből a nagy kibocsátók közül.
A Jegyzőkönyvben a fejlett országok vállalták, hogy a 2008–2012-es időszakra átlagosan 5,2%-kal csökkentik az üvegházhatású gázok kibocsátását az 1990-es bázisévhez képest. Ezen belül az egyes országok esetében eltérések vannak, így az Európai Unió eredeti tizenöt tagállama 8%-os csökkentést vállalt. A volt szocialista országok 1990 helyett másik bázisévet is választhattak, figyelembe véve az üvegházhatású gázoknak az 1989 utáni gazdasági összeomlás következtében végbemenő drámai mértékű kibocsátás-csökkenését.

## Magyarország részvétele
Magyarország 6%-os csökkentést vállalt az 1985–1987-es időszak átlagos kibocsátásához képest. A jegyzőkönyvet Magyarországon az 2007. évi IV. törvény hirdette ki (címe: az ENSZ Éghajlat-változási Keretegyezményben Részes Felek Konferenciájának 1997. évi harmadik ülésszakán elfogadott Kiotói Jegyzőkönyv kihirdetéséről).

## A Kiotói jegyzőkönyv érvényének meghosszabbítása
A katari Dohában 2012. november 26-tól december 8-ig tartott ENSZ éghajlatváltozási keretegyezménye (angol rövidítéssel: UNFCCC) konferenciáján megállapodtak abban, hogy a 2012-es év végén lejáró Kiotói jegyzőkönyv érvényét meghosszabbítják 2020-ig.